# Sewsk
Sewsk (russisch Севск) ist eine Kleinstadt in der Oblast Brjansk (Russland) mit 7282 Einwohnern (Stand 14. Oktober 2010).

## Geografie
Die Stadt liegt etwa 150 km südlich der Oblasthauptstadt Brjansk am Flüsschen Sew im Flusssystem des Dnepr.
Sewsk ist Verwaltungszentrum des gleichnamigen Rajons.

## Geschichte
Der Ort wurde erstmals 1146 als nach dem Fluss benannte Siedlung Sewsko des Fürstentums Tschernigow urkundlich erwähnt.
Ab 1356 gehörte die Stadt zum Großfürstentum Litauen, kam 1500 zum Großfürstentum Moskau und wurde für zwei Jahrhunderte zu einer der wichtigsten Festungen dieses Landesteils (das sogenannte Gorodok, Städtchen, existierte bis 1780). 1634 hielt die Festung einer zweiwöchigen Belagerung durch polnisch-litauische Truppen stand. Nach 1698 wurde ein Teil der Strelizen, die am sogenannten Zweiten Strelizenaufstand gegen Peter den Großen teilgenommen hatten, nach Sewsk verbannt.
1778 wurde das Stadtrecht als Verwaltungszentrum eines Kreises (Ujesds) verliehen. Nach Verlust ihrer militärischen Bedeutung wurde die Stadt zu einem regionalen Handelszentrum.
Im Zweiten Weltkrieg wurde Sewsk am 1. Oktober 1941 von der deutschen Wehrmacht besetzt und am 2. März 1943 von Truppen der Zentralfront der Roten Armee vorübergehend zurückerobert. Am 27. März 1943 gelang es der Wehrmacht erneut, die Stadt zu erobern, bis sie am 27. August 1943 endgültig von Truppen der Zentralfront während des Vorrückens auf Tschernihiw und Prypjat eingenommen wurde.

### Bevölkerungsentwicklung
| Jahr | Einwohner |
| ---- | --------- |
| 1897 | 9248      |
| 1926 | 8600      |
| 1939 | 6906      |
| 1959 | 6159      |
| 1970 | 7222      |
| 1979 | 7484      |
| 1989 | 7820      |
| 2002 | 7660      |
| 2010 | 7282      |

Anmerkung: Volkszählungsdaten (1926 gerundet)

## Kultur und Sehenswürdigkeiten
In Sewsk sind die Himmelfahrtskirche (Вознесенская церковь/Wosnessenskaja zerkow) von 1765, die Peter- und Pauls-Kirche (Петропавловская церковь/Petropawlowskaja zerkow) von 1809 und die Kirche der Ikone der Gottesmutter von Kasan, kurz Kasaner Kirche (Казанская церковь/Kasanskaja zerkow) von 1760 erhalten, außerdem die Glockentürme der ehemaligen Mariä-Himmelfahrt-Kathedrale (Успенский собор/Uspenski sobor) von 1811 und der Dreifaltigkeitskathedrale (Троицкий собор церковь/ Troizki sobor) von 1782. Viele Wohnhäuser stammen aus der zweiten Hälfte des 19. Jahrhunderts.
Die Stadt besitzt ein Heimatmuseum.
In Stadtnähe befindet sich das 1631 als Festung gegründete Christi-Verklärungs-Kloster (Спасо-Преображенский монастырь/Spasso-Preobraschenski monastyr).

## Wirtschaft und Infrastruktur
In Sewsk als Zentrum eines Landwirtschaftsgebietes dominieren Betriebe der Lebensmittelindustrie (insbesondere Obst- und Gemüsekonserven).
Sewsk liegt an der Fernstraße M3 Moskau–Brjansk–ukrainische Grenze und weiter nach Kiew.

## Persönlichkeiten
- Iwan Petrowski (1901–1973), Mathematiker, Rektor der Moskauer Lomonossow-Universität 1951–1973; geboren in Sewsk